# 野崎透
野崎 透（のざき とおる、1961年5月21日 - ）は、アニメのスペシャルコンセプター（作品の舞台の詳細を設定する役割）、編集者、脚本家、作家。北海道出身。

## 来歴・人物
高校は田舎の一流公立進学校で成績も優秀だった。一方でかなり気合の入ったキャッチボール好きで、柔道部の活動にも参加し、絵が好きで、学園祭を盛り上げるなど多才だった。当時セル画の通信講座を受講していた。ガリ勉を嫌い、体も鍛えていた。高校時代には、当時貴重だったソニーのベータマックスで『アルプスの少女ハイジ』や『未来少年コナン』を録画していた。当時宮崎・高畑コンビを尊敬。読書好きで、難解なSFを好んで読んでいた。飛行機や戦車が大好きだった。大学院在学時には潜水艦の研究をしていた（『監督承認WEBラジヲ 勇気ある誓いはココに』）。
角川書店『月刊ニュータイプ』編集部、スタジオジブリ出版部を経て独立。『勇者王ガオガイガー』にてデビュー。
スペシャルコンセプターとは、主にサンライズのアニメ作品において、舞台となる世界の詳細を設計し、使用される専門用語などを考案している役職である。その他に、脚本の一部や作品のノベライズなども担当している。なおこの肩書きは主にサンライズ作品における野崎に対して使用されている。
彼の手で構築される世界観は精緻でシリアスである。しかしながら作品の中で膨大な量のデータ読み上げを背景音響として使用する手法は、実際に多数の数字を読まなければならない声優にとっては結構な負担となっている。彼の関わった作品は全てさりげないホラー要素が含まれている。
また、これらのセリフはアフレコ終了後、何人かの出演者がスタジオに残って収録するため、『無限のリヴァイアス』の出演者は「宿題」と称していた。
『勇者王ガオガイガー』には、野崎をモデルにした「北海道在住の野崎通博士」が登場する。

## 主な作品
- 耳をすませば（1995年7月15日） - 出版担当
- 勇者王ガオガイガー（1997年） - スペシャルコンセプター
- ガサラキ（1998年） - シリーズ構成・脚本
- 小説 ガサラキ（1999年 全4巻） - ストーリー本文
- ベターマン（1999年） - スペシャルコンセプター
- 無限のリヴァイアス（1999年） - スペシャルコンセプター
- アルジェントソーマ（2000年） - スペシャルコンセプター
- ウィッチハンターロビン（2002年） - スペシャルコンセプター
- ラーゼフォン（2002年） - 設定考証
- ダイバージェンス・イヴ（2003年） - シリーズ構成
- みさきクロニクル〜ダイバージェンス・イヴ〜（2004年） - シリーズ構成
- 小説 ダイバージェンス・イヴ（全3巻） - ストーリー本文
- 火の鳥（2004年） - 脚本
- こみっくパーティーRevolution（2005年） - 脚本
- 妖逆門（2006年） - 脚本
- 小説 装甲騎兵ボトムズ コマンドフォークト（2006年より『ホビージャパン』および『キャラの!』で連載中） - ストーリー本文
- FLAG（2006年） - シリーズ構成・脚本
- クロスアンジュ 天使と竜の輪舞（2014年） - 設定考証・脚本
- ヤング ブラック・ジャック（2015年） - 脚本

## 著書
- 村井中尉の決心 : ガサラキ 矢立肇・高橋良輔 原案、野崎透 著、角川書店 1999（角川mini文庫）
- ガサラキ 1（戦術甲冑） 野崎透 著、矢立肇・高橋良輔 原案、角川書店 1999（角川文庫）
- ガサラキ 2（傀儡子） 矢立肇・高橋良輔 原案、野崎透 著、角川書店 1999（角川文庫）
- ガサラキ 3（接触） 矢立肇・高橋良輔 原案、野崎透 著、角川書店 1999（角川文庫）
- ガサラキ 4（未来） 矢立肇・高橋良輔 原案、野崎透 著、角川書店 1999（角川文庫）
- アルジェントソーマ 1（忘れし人の心をもつ少女） 野崎透 [著]、矢立肇・片山一良 原案、角川書店 2001（角川文庫）
- アルジェントソーマ 2 野崎透 [著]、矢立肇・片山一良 原案、角川書店 2001（角川文庫）
- 竜の棲む湖 : プロドローメスー天狼星の風 野崎透 [著]、集英社 2002（集英社スーパーダッシュ文庫）
- ダイバージェンス・イヴ 1 野崎透 著、つくも匠・RADIX企画室 原作、メディアファクトリー 2003（MF文庫J）
- ダイバージェンス・イヴ 2 野崎透 著、つくも匠・RADIX企画室 原作、メディアファクトリー 2003（MF文庫J）
- ダイバージェンス・イヴ 3（みさきクロニクル） 野崎透 著、つくも匠・RADIX企画室 原作、メディアファクトリー 2004（MF文庫J）

## 翻訳
- エーリッヒ・ハルトマン : ドイツ空軍のエースパイロット ウルスラ＆エーリッヒ・ハルトマン 共著、野崎透 訳、大日本絵画 1989
- 東部戦線のドイツ戦闘航空団 ヴェルナー・ヘルト 著、野崎透 訳、大日本絵画 1990
- ドイツ本土防空戦1943〜1945 ヴェルナー・ヘルト 著、野崎透 訳、大日本絵画 1990
- アドルフ・ガラント ヴェルナー・ヘルト 著、野崎透 訳、大日本絵画 1994

## 編集担当の書籍
- 赤毛のアン（ニュータイプイラストレイテッド・コレクション） 角川書店 1992
- 川本喜八郎 アニメーション＆パペット・マスター 角川書店 1994
- 岡本忠成作品集（久保美鈴と共編） 角川書店 1994
- Methods―押井守「パトレイバー2」演出ノート（久保美鈴と共編） 1994
- THE ANALYSIS OF 攻殻機動隊―GHOST IN THE SHELL（全84ページ）（久保美鈴、JUNJI SEKI、HIROAKI MORITAと共編） 1995
- The memory of memories 講談社 1996
- 世界名作劇場 赤毛のアン メモリアル・アルバム 河出書房新社 2005
- 時をかける少女ARTBOOK―山本二三と絵映舎の世界 角川書店 2007
- 山本二三背景画集 廣済堂出版 2012
- おおかみこどもの雨と雪 ARTBOOK 角川書店 2012
- ロマンアルバムエクストラ 風立ちぬ（アニメージュ編集部と共編） 徳間書店 2013